# Шаталова, Клавдия Ивановна

Мемориальная доска в Липецке, посвящённая Клавдии Шаталовой

Кла́вдия Ива́новна Шата́лова (1922, село Пищулино, Орловская губерния — 10 мая 1942, Малоархангельск, Курская область) — советская разведчица в годы Великой Отечественной войны.

## Биография
Родилась в 1922 году в селе Пищулино (ныне — Елецкого района). После окончания школы училась в Елецком железнодорожном техникуме. Член ВЛКСМ. 29 декабря 1941 года добровольцем вступила в Красную Армию. Была направлена в разведку 13-й армии Брянского фронта. Неоднократно переходила линию фронта.
В феврале 1942 года при выполнении боевого задания около Малоархангельска (ныне — Орловской области) Шаталова и её боевые друзья Семён Кондарев и Вилли Огнев были схвачены фашистами и после пыток публично казнены.
Похоронена в братской могиле на кладбище Малоархангельска.

## Память
18 ноября 1966 года Коллективная улица в Липецке была переименована в улицу Шаталовой. На углу с Краснознамённой улицей (дом № 11 по последней) установлена мемориальная доска в честь Клавдии Шаталовой.
Улица Клавы Шаталовой есть также и в Ельце.
На месте казни Шаталовой, Кондарева и Огнева в Малоархангельске установлена мемориальная плита, а на месте предполагаемого захоронения — памятник в виде стелы с барельефом.

## Семья
Мать — Шаталова Екатерина Яковлевна.

## Источник
Липецкая энциклопедия. — Т. 3.